# L'Air du temps (profumo)
L'Air du temps (in lingua italiana: L'aria del tempo) è un profumo femminile della casa di moda Nina Ricci, lanciato sul mercato nel 1949, ed ancora oggi in produzione.
Creato il 23 ottobre 1947 dal "naso" Francis Fabron di Roure, L'Air du temps è considerato un profumo floreale classico, classificato B3F. Originariamente il flacone di L'Air du temps fu disegnata dallo scultore spagnolo Joan Rebull, ed aveva inciso sul tappo era un sole e una colomba. Soltanto nel 1951, fu adottata l'attuale confezione, ideata dalla stessa Nina Ricci e da Marc Lalique, sul cui tappo erano rappresentate due colombe in volo su una nuvola di cristallo. Il messaggio dell'immagine doveva essere "pace e amore", in un periodo in cui il mondo stava uscendo dalla seconda guerra mondiale, ma a causa della pubblicità che mostrava le colombe insieme a delle giovani ragazze il messaggio fu interpretato come "purezza e verginità".
Negli anni, il profumo è stato lanciato innumerevoli volte sul mercato, soprattutto dagli anni 1990 in poi. Nel 2008 in occasione del sessantesimo anniversario di L'Air du Temps è stata realizzata una particolare edizione a tiratura limitata "Couture Edition" disegnata da Olivier Theyskens. La composizione del profumo è stata riorchestrata da Jean Guichard.